# Brachydesmiella anthostomelloidea
Brachydesmiella anthostomelloidea är en svampart som beskrevs av Goh & K.D. Hyde 1996. Brachydesmiella anthostomelloidea ingår i släktet Brachydesmiella, divisionen sporsäcksvampar och riket svampar.   Inga underarter finns listade i Catalogue of Life.